# 朝霞市立朝霞第十小学校
朝霞市立朝霞第十小学校（あさかしりつ あさかだいじゅうしょうがっこう）は、埼玉県朝霞市の公立小学校。市内では「十小」、他市からは「朝十小」と呼ばれる。
2023年時点で朝霞市内で開校からの年が一番新しい学校。

## 沿革
- 2001年（平成13年）4月1日 - 朝霞市立朝霞第一小学校の児童増加に伴い、周辺2校（朝霞五小・六小）から分離し朝霞市立朝霞第十小学校を創立

## 周辺
- 黒目川
- 朝霞第一小学校
- 朝霞第三中学校
- 朝霞市立みぞぬま児童館
- 滝の根公園
- 西朝霞公民館
- 溝沼子供プール
- 溝沼市民センター
- 朝霞台駅